# Nabalus asper
Nabalus asper là một loài thực vật có hoa trong họ Cúc. Loài này được Michx. miêu tả khoa học đầu tiên năm 1803. Ban đầu, loài này được đặt danh pháp Prenanthes aspera. Năm 2010, nó mới được chuyển từ chi Prenanthes sang chi Nabalus.